# Wanted (фильм)
Wanted — американский порнофильм-вестерн режиссёра Сторми Дэниэлс, выпущенный кинокомпаниями Wicked Pictures и Adam & Eve.

## Сюжет
Фрэнк Гарретт (Джей Крю) — богатый землевладелец, влюблённый в проститутку Джоанну (Анника Элбрайт). Гарретт болен и ему осталось жить недолго, поэтому он вручает Джоанне копию документов на северную часть своего ранчо вместе с картой. Вскоре после этого Гарретт умирает, а Джоанну несправедливо обвиняет в убийстве и попытке ограбления шериф Клейтон (Стивен Сент-Круа), который приказывает её повесить. Он делает это, потому что сам хочет получить унаследованные Джоанной документы.
Между тем, в Диабло-Сити прибывает Дэни (Сторми Дэниэлс) на большой турнир по покеру, где она намерена выиграть достаточно денег, чтобы помочь своей подруге Берди (Эмбер Рэйн) спасти семейное ранчо. Дэни узнает о ситуации Джоанны от помощника Гарретта, Сэмюэля (Эрик Мастерсон) и подруги Джоанны, Лилы (Элли Хейз), когда игра в покер прерывается её шумным арестом. Дэни решает спасти Джоанну и участвует в перестрелке с шерифом Клейтоном и его отрядом, а затем бежит с ней из города. Когда шериф Клейтон просит кого-то схватить их, появляется Морган (Брендон Миллер), охотник за головами, и предлагает помощь. Дэни ранее ограбила Моргана, когда работала проституткой на Бурбон-Стрит в Новом Орлеане. Когда Морган находит Дэни, она заключает с ним сделку, чтобы разделить всё, что найдено на ранчо Гарретта. Сэмюэль возвращается домой, чтобы получить оригиналы документов на землю Гарретта и попросить свою жену Салли (Джоди Тейлор) передать его Маршалу Лейну (Брэд Армстронг) в Юме. Преследование завершается схваткой между Дэни, шерифом Клейтоном и их отрядами.

## Производство
Сторми Дэниелс начала писать сценарий за восемь лет до съемок. Фильм был снят в 2015 году между 18 июня и 29 июня, хотя за это время было четыре дня без съёмок. Съёмки проходили в Агуа Далс в течение трех дней, Малибу в течение двух дней, старом городе за пределами Палм-Спрингс в течение дня и один день в Алтадине. Действие фильма разворачивается в 1879 году в Диабло-Сити, штат Аризона, который основан на Додж-Сити, штат Канзас. Дэниелс два месяца изучала 1879 год, чтобы убедиться, что фильм будет исторически точным. Джейк Джейкобс (Jake Jacobs) и Андре Мэднесс (Andre Madness) выполняли кинематографию, Кайли Айрлэнд и Энди Эпплтон (Andy Appleton) были арт-режиссёрами. Дизайн костюмов выполнен Брэдом Армстронгом. Брендон Миллер написал для фильма песню On the Run.

## В ролях
- Стивен Сент-Круа — шериф Клейтон (Clayton)[4]
- Анника Элбрайт — Джоанна (Joanna)[4]
- Джей Крю (Jay Crew) — Фрэнк Гарретт (Frank Garrett)[4]
- Джессика Дрейк — Перл Гарретт (Pearl Garrett)[4]
- Сторми Дэниэлс — Дэни (Dani)[4]
- Эмбер Рэйн — Берди (Birdie)[4]
- Эрик Мастерсон — Сэмюэль (Samuel)[4]
- Элли Хейз — Лила (Lilah)[4]
- Брендон Миллер — Морган (Morgan)[4]
- Дик Чибблз (Dick Chibbles) — Дейл (Dale)[4]
- Кэссиди Клейн — медсестра Элис (Alice)[4]
- Томми Ганн — Таза (Taza)[4]
- Миа Ли (Mia Li) — Эла (Eela)[4]
- Джоди Тейлор — Салли (Sally)[4]
- Брэд Армстронг — Маршал Лейн (Marshal Lane)[4]
- Райан МакЛэйн (Ryan McLane) — клиент Дэни[4]
- Шанель Престон — Ханна (Hannah)[4]

## Награды и номинации
| Год  | Результат | Номинация                                             | Получатель(-и)                             |
| ---- | --------- | ----------------------------------------------------- | ------------------------------------------ |
| 2016 | Номинация | Лучшая актриса                                        | Сторми Дэниэлс                             |
| 2016 | Номинация | Лучший режиссёр — полнометражный фильм                | Сторми Дэниэлс                             |
| 2016 | Номинация | Лучший сценарий                                       | Сторми Дэниэлс                             |
| 2016 | Номинация | Лучшая арт-режиссура                                  | н/д                                        |
| 2016 | Номинация | Лучшая кинематография                                 | Jake Jacobs                                |
| 2016 | Победа    | Лучшая драма                                          | н/д                                        |
| 2016 | Номинация | Лучший монтаж                                         | Миссис Браун, Аксель Браун и Алекс Сандерс |
| 2016 | Номинация | Лучшая маркетинговая кампания — индивидуальный проект | н/д                                        |
| 2016 | Победа    | Лучший саундтрек                                      | н/д                                        |
| 2016 | Номинация | Лучший актёр второго плана                            | Эрик Мастерсон                             |
| 2016 | Номинация | Лучшая актриса второго плана                          | Эмбер Рэйн                                 |

| Год  | Результат | Номинация    |
| ---- | --------- | ------------ |
| 2015 | Победа    | Первый выбор |

| Год  | Результат | Номинация                                       | Получатель(-и)                           |
| ---- | --------- | ----------------------------------------------- | ---------------------------------------- |
| 2016 | Победа    | Полнометражный фильм года                       | н/д                                      |
| 2016 | Победа    | Режиссёр года — полнометражный фильм            | Сторми Дэниэлс                           |
| 2016 | Номинация | Лучшая актриса — полнометражный фильм           | Сторми Дэниэлс                           |
| 2016 | Номинация | Сценарий года                                   | Сторми Дэниэлс                           |
| 2016 | Номинация | Лучший актёр — полнометражный фильм             | Брендон Миллер                           |
| 2016 | Победа    | Лучший актёр — полнометражный фильм             | Стивен Сент-Круа                         |
| 2016 | Номинация | Лучшая актриса второго плана                    | Анника Элбрайт                           |
| 2016 | Номинация | Лучшая актриса второго плана                    | Эмбер Рэйн                               |
| 2016 | Номинация | Лучший актёр второго плана                      | Эрик Мастерсон                           |
| 2016 | Номинация | Лучшая сексуальная сцена — полнометражный фильм | Сторми Дэниэлс и Брендон Миллер          |
| 2016 | Номинация | Лучшая сексуальная сцена — полнометражный фильм | Джоди Тейлор и Эрик Мастерсон            |
| 2016 | Номинация | Лучшая кинематография                           | Jake Jacobs                              |
| 2016 | Победа    | Лучшая арт-режиссура                            | н/д                                      |
| 2016 | Номинация | Лучшие спецэффекты                              | н/д                                      |
| 2016 | Победа    | Лучшая музыка                                   | н/д                                      |
| 2016 | Номинация | Лучший монтаж                                   | Mrs. Braun, Аксель Браун и Алекс Сандерс |
| 2016 | Номинация | Маркетинговая кампания года                     | н/д                                      |

| Год  | Результат | Номинация      | Получатель(-и) |
| ---- | --------- | -------------- | -------------- |
| 2016 | Победа    | Best Epic      | н/д            |
| 2016 | Номинация | Лучшая актриса | Сторми Дэниэлс |